# Kerguntuil

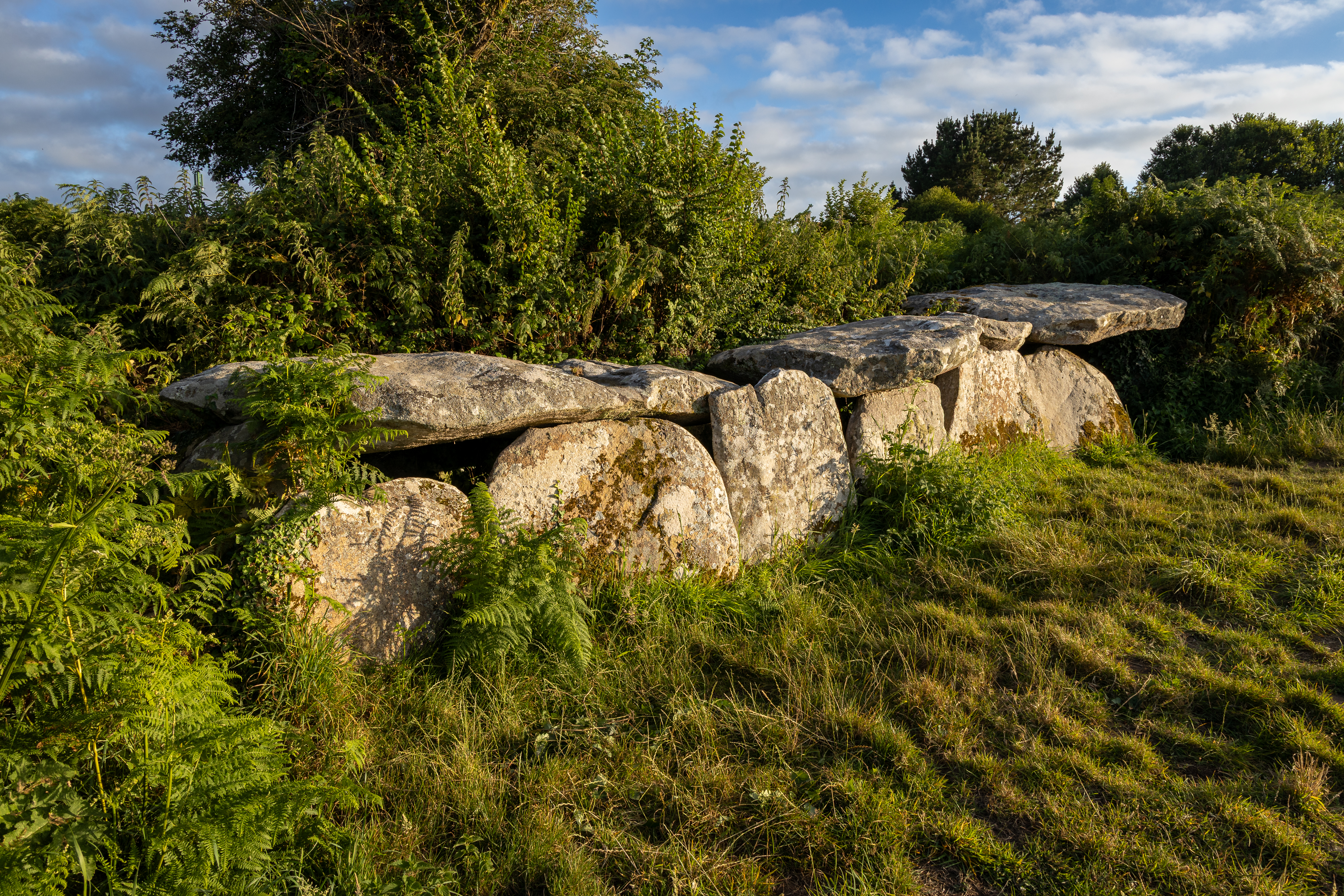
Allée couverte de Kergüntuil

Die Allée couverte und der Dolmen von Kerguntuil (auch Kergüntuil) liegen etwa zwei Kilometer nordöstlich von Tregastel, im Département Côtes-d’Armor in der Bretagne in Frankreich. Der auch als Côte de Granit Rose (Küste des rosa Granits) bekannte Abschnitt wurde während der Jungsteinzeit wegen seiner natürlichen Ressourcen bevorzugt. Am Strand wurde Meersalz gewonnen. Fisch, Seetang und Meeresfrüchte bildeten für die Ackerbauern eine zusätzliche Ernährungsbasis.
Zwischen 3000 und 2500 v. Chr. wurden in der Region die spätneolithischen Allées couvertes mit Seiteneingang errichtet. Neben Kerguntuil ragen die Anlagen von Crec’h Quillé, Mougau-Bihan bei Commana, Prajou-Menhir, die La Maison des Feins von Tressé, im Département Ille-et-Vilaine und die Allée couverte de la Bellée bei Boury-en-Vexin im Département Oise durch ihre Petroglyphen heraus.

## Die Allée couverte

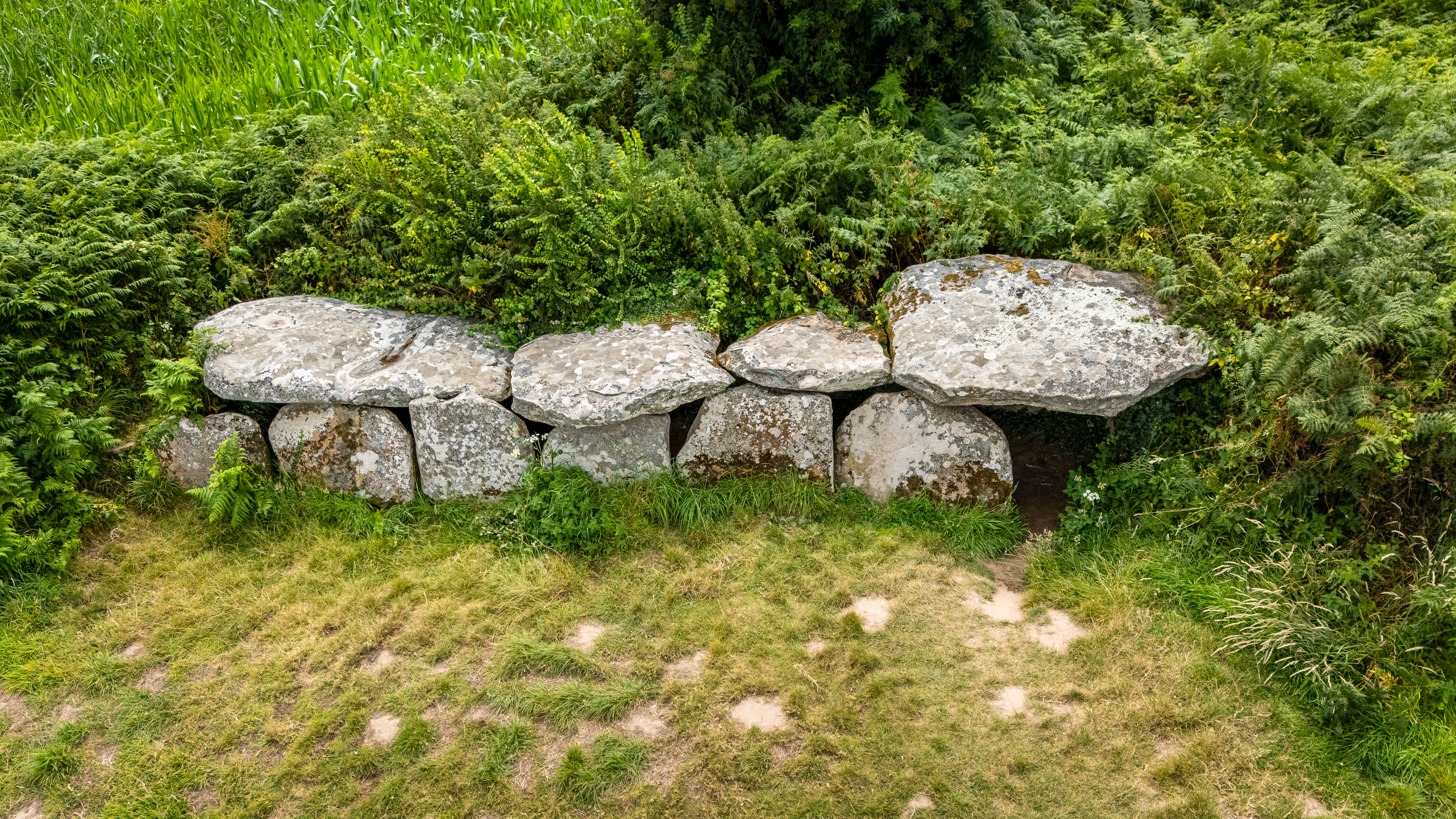
Luftaufnahme der Allée couverte de Kergüntuil

Die Allée couverte von Kerguntuil (Koordinaten: 48° 48′ 39,4″ N, 3° 31′ 6,7″ W) wurde 1939 von der heimischen Bevölkerung heimgesucht, nachdem man zwei nordische Kragenflaschen gefunden hatte. Anschließend wurden die vier Deckenplatten wieder unfachmännisch aufgelegt. Die etwa neun Meter lange Megalithanlage wird aus sieben südlichen und sechs nördlichen Tragsteinen sowie zwei Endsteinen aus Granit gebildet. Der heutige Zugang befindet sich im Norden, an der Stelle des fehlenden Tragsteins. J. L’Helgouach hat das Monument als Anlage mit Seiteneingang eingeordnet und angenommen, dass dieser im Süden lag.
Eine End- oder Vorkammer, die bei den in der Region befindlichen Anlagen des Typs obligatorisch ist, fehlt hier. Dafür zeichnet sich Kerguntuil durch Reliefs von Brustpaaren aus. Eine Platte zeigt sechs Paare, Seite an Seite, die daneben liegende Platte zeigt zwei Paare. Unterhalb der Brüste sind Halsketten dargestellt. Man hält dies für Hierogramme der Magna Mater, die u. a. als Totengöttin angesehen wird. Dieses Motiv ist findet sich auch in den Anlagen von Crec’h Quillé bei Saint-Quay-Perros, La Maison des Feins von Tressé, Prajou-Menhir bei Trébeurden und Mougau-Bihan bei Commana.

## Der Dolmen

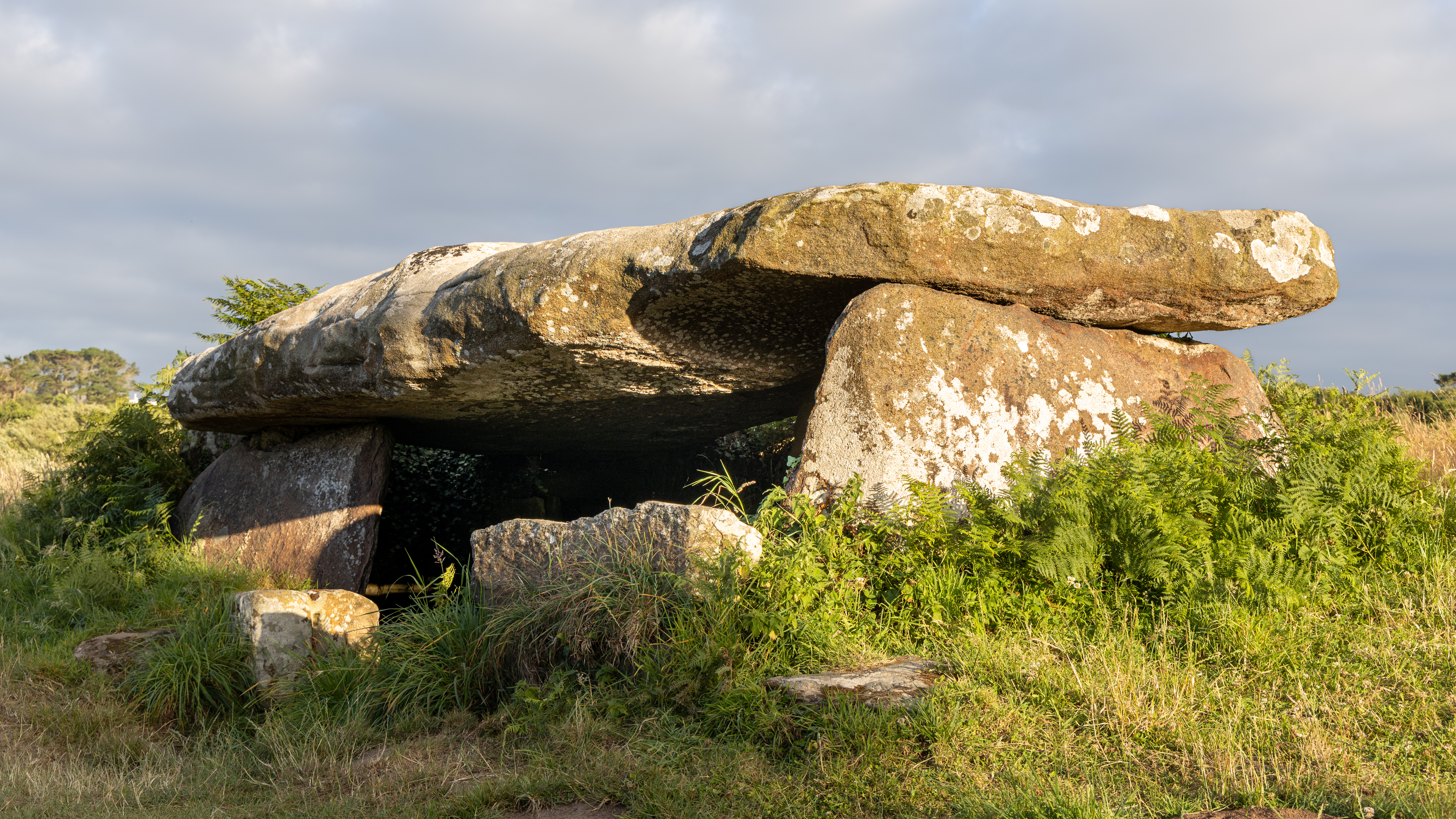
Dolmen

Der Dolmen (Koordinaten: 48° 48′ 43,3″ N, 3° 31′ 8,8″ W) hat einen besonders großen Deckstein von 2,4 mal 5,0 m, der etwa 20 t wiegt und auf drei Tragsteinen (Dreipunktauflage) ruht. Die Lücken zwischen den Tragsteinen der 2,0 m hohen Kammer waren durch Trockenmauerwerk verschlossen. Zwei weitere Tragsteine stehen außerhalb des gedeckten Bereichs In ihm wohnte lange ein Clochard, der sich durch hölzerne Anbauten ein brauchbares Domizil schuf.